# Schizoproctus inflatus
Schizoproctus inflatus är en kräftdjursart som beskrevs av Aurivillius 1885. Schizoproctus inflatus ingår i släktet Schizoproctus och familjen Ascidicolidae. Inga underarter finns listade i Catalogue of Life.